# 不死の猟犬
『不死の猟犬』（しなずのりょうけん）は、八十八良による日本の漫画作品。本項では外伝である『不死の稜線』（しなずのりょうせん）も併せて記述する。

## 概要
『不死の猟犬』は『ハルタ』（エンターブレイン）にて、vol.6からvol.79にかけて連載された。vol.54からvol.67まで連載分は『不死の稜線』として全3巻刊行。それ以外の連載分を『不死の猟犬』として全7巻刊行されている。
前作の連載終了後、編集者から「ガンアクション物を描かないか」と提案され、悩んだ末に作者が「ゾンビvsセーラームーン」を題材に描きたいと返答したことから連載が決まる。初期プロットではセーラー服に擬態した寄生生物がヒロインの体液をエネルギー源にして活動する設定であったが、編集者に止められ現在の設定となっている。

## あらすじ

### 不死の猟犬
死が存在しない世界で、RDS（復活不全症）を媒介する犯罪者、ベクター。RDSにより妹を喪った東砦署の刑事・剣崎真一は対ベクター特別班班長に任命されベクターを追うが、彼らを匿う謎の組織「逃がし屋」の妨害により度々取り逃す。
逃がし屋の戦闘員・風鈴は「風間リン」を名乗り東砦署に潜入、剣崎の元で情報を集める傍らベクターの逃走を手伝っていたが、剣崎の捜査の手が逃がし屋に迫り風鈴に剣崎をRDSに感染させ消すよう指令がくだる。剣崎から愛されないとRDSを感染させられないことから、人を愛することも愛されることも知らない自分では無理だと一旦は拒否するが、任務としてそれを受ける。
一方、警察の先回りをするように逃がし屋が現れることから署内に逃がし屋の内通者がいると考えた剣崎は、風間リンを内通者だとあたりを付け問い詰める。それに対し風鈴は交際を条件に「私に愛を教えてくれたらなにもかも」話すとし、自身がスパイであると認めた。風鈴が自身を殺すために近づいてきたことを知りながら、情報を得るために剣崎は風鈴を泳がせる。

### 不死の稜線
風鈴が逃がし屋と袂を分ってから少し、東砦署の対ベクター特別班の捜査員・若林正暉の高校生の弟・若林雄貴は図書館で女性と出会う。心理カウンセラーの久我カオリを名乗る彼女は、周囲に「復活したくない人」はいないかと尋ね、雄貴は凄惨ないじめを受けている同級生・岡崎渉を紹介する。
カオリと引き合わされた岡崎は1週間ほど学校を無断欠席した後、まるで別人かのように明るくなって登校して来たが、直後にいじめ加害者らの手によって殺されてしまう。岡崎が死亡後に復活しなかったことから彼がRDSに感染していたことを知った雄貴は、カオリをベクターと知りながら彼女への恋心から自分を共犯者にしてくれと名乗り出てRDS感染者探しを手伝う事になる。
一方、東砦署の対ベクター特別班では岡崎へRDSを感染させたベクターの捜査が進められていた。その中で捜査線上に雄貴の名前が上がる。弟とベクターの関連を疑った正暉は、ベクターをおびき寄せるために弟を餌にすることを提案する。

## 登場人物

### 東砦署（とうさいしょ）
剣崎真一（けんざき しんいち）
東砦署対ベクター特別班班長。警部補。妹をRDSで喪っており、RDSを感染させたベクターを憎んでいる。横紙破りの一匹狼的なところがあり署内でも問題児扱いだが、風鈴を内通者と見抜いたりUNDOの金井課長からも部下に欲しいと引き抜きを受けるなどかなりの実力者である。
若林正暉（わかばやし まさき）
東砦署対ベクター特別班捜査員。剣崎の部下。剣崎と風鈴のデートを尾行した際に二人から尾行の基礎がなっていないと言われるなど、刑事としての腕はまだまだ。しかし風鈴達を監視していた切子を逃し屋と見抜き連絡先を入手するなど、決して無能ではない。
大手企業社長である父の用意したポストを蹴って警察の道に入ったため、代わりに後継者に据えられた弟の雄貴からは距離を取られている。
重松考三（しげまつ こうぞう）
東砦署対ベクター特別班捜査員。「シゲさん」の愛称で呼ばれている。定年間近のベテラン刑事で、班内では最年長だが剣崎の部下として捜査にあたっている。動いている標的に当てることこそ苦手だが、射撃大会で署の代表に選ばれた経験を持ち遠距離から頭部を狙撃したり引き金にかけた指を拳銃で撃ち抜くなどかなりの腕前を持つ。
池上今日子（いけがみ きょうこ）
事務方のまとめ役。若林とは飲み友達で、愚痴を聞く代わりに頻繁におごらせている。後に若林と婚約する。
田丸直美（たまる なおみ）
事務方の一人。既婚で1児の母。旦那は別の署の警官で、彼の実家に同居中。義母との仲はまずまず。
楠拓郎（くすのき たくろう）
刑事課課長。重松と同期。歳に似合わずオシャレで白髪は染めているが、痩せる気は一切ない。

### 逃がし屋
風鈴（ふうりん）
ベクターを警察から匿う謎の組織「逃がし屋」のメンバー。風間リン（かざま りん）の偽名で警察内に潜入し、事務方として経理処理などを担当する傍らに得た情報からベクターの逃走を手助けしている。戦闘時にはセーラー服姿で両手にRPK軽機関銃を持つ。幼少時から戦闘員としての訓練を受け親からの愛情を得られずに育ったため、人を愛したり愛されるということが出来ずにいる。雁金からは「眼鏡ザル」と呼ばれている。
切子（きりこ）
風鈴の相棒。逃がし屋としては半人前で、剣崎などに出し抜かれることも多い。戦闘時にはチアリーダー姿でH&K MP7などを使用している。母親がベクターで、赤ん坊の切子を組織に預けた後は消息不明。雁金からは「わかめ酒」と呼ばれている。
ママ
逃がし屋を率いるリーダー。花魁の姿で御簾の中から逃がし屋に指示を出している。逆らう者には容赦のない制裁を下すため恐れられている。不死の猟犬の一人で数え切れぬほどの帯を持ち、他の不死の猟犬を圧倒するほどの力を持つ。
雁金（かりがね）
逃がし屋の元教官長。教官からも恐れられる戦闘狂でバイセクシャル。三度笠に和服など時代錯誤な服装をまとい、ママとの付き合いは300年前からとも語る。戦闘時には忍者装束に日本刀を用いる。逃し屋ではママに次ぐ戦闘力を持ち、カメリアの稲妻のような帯の動きを数度見ただけで自分のものにするなど戦闘センスも高い。枳殻からも日本刀を持てばカメリアにも遅れを取らないと評される。
針魚（さより）
切子の同期。情報収集や潜入などをメインで行っていたが、風鈴達がUNDOに捕まった際に人手不足として枳殻に半ば騙される形で戦闘班に組み込まれた。よく顎を撃ち抜かれるため、アゴさんのあだ名で呼ばれる。
魚鷹（みさご）
切子の同期。逃がし屋の武器調達係で自身の趣味から東側の武器ばかりを調達する。「…ッス」という語尾で喋る。枳殻に半ば騙される形で針魚と共に戦闘班に組み込まれた。雁金と対面した際、鼻に絆創膏をしていたため、雁金からは「絆創膏」と呼ばれた。母親は逃亡したRDS患者で魚鷹を預けた後にすぐに死亡。父親のベクターは警察に捕まった。
枳殻（からたち）
ママの付き人。思ったことをズバズバと言ってしまうためか友達が少ない。焼酎は芋派。普段はママの身の回りの世話だけでなく組織全体の取り仕切りも行うナンバー2だが、風鈴奪還作戦時にはAPCに乗り込み前線指揮も行った。
柊木（ひいらぎ）
ママの付き人。枳殻とコンビでママを支える。陽気なわりに頑固で、ズブロッカには草餅が合うと言って譲らない。ママが現場を放棄した際には勝手に新しいママを名乗り部下に指示を出すなどしたが、ママが復帰した際に独断専行として制裁を受けた。枳殻からは長く生きすぎたため壊れていると言われた。

### ベクター
香田輝義（こうだ てるよし）
剣崎の妹の育美にRDSを感染させたベクター。逃がし屋に保護されてからは逃がし屋見習いとして働いている。雁金からは「ひも面」と呼ばれている。
高宮勤（たかみや つとむ）
不動産屋で他のベクターに隠れ家などを提供する紹介屋のベクター。すでに復活を得ており、保身のため逃がし屋を裏切り剣崎と内通している。
白雪姫（しらゆきひめ）
本名は不明。39人もの男にRDSを感染させたベクター。すでに復活を得ておりRDSを感染させる必要はないのだが、愛を確認するためにRDSの媒介を続けている。ボクっ娘。
久我カオリ（くが かおり）
心理カウンセラーを名乗り「死にたがっている人」はいないかと若林雄貴に近付いて来たベクター。雄貴が共犯者になると名乗り出た際は、利用する為に近付いたのだと初めは突き放したが、共に行動するようになる。

### UNDO
金井新太郎（かない しんたろう）
UNDOの東京支部課長。RDSの感染方法、ベクターの正体など通常知り得ない情報を持ち、ベクターの逮捕協力や身柄引渡しの交換条件として剣崎にそれら情報を渡している。ネクタイ集めが趣味で変わった品があるとついつい買ってしまう。その割にスーツには興味がなく、黒一辺倒。
栗林カメリア（くりばやし かめりあ）
金井課長の副官で国連軍中尉。不死の猟犬の一人で枳殻などからは椿と呼ばれている。風鈴や雁金を模造品と見下し圧倒的な戦闘力で雁金らを無力化した。偏食で肉ばかり食べ朝からステーキを食べるほどの健啖家。

### 一般人
若林雄貴（わかばやし ひろき）
東砦署の刑事、若林正暉の弟。久我カオリと出会いベクターと知りながら逃走を手伝う。

## 用語
死
この世界の人類は老衰以外では死亡しない。病気や怪我などで人が死ぬことはなく、死亡後は死がなかったこととして扱われ、飛び散った血なども消え健康体で瞬時に復活する。そのため薬や医者などは存在せず、風邪の治療のために拳銃で自殺したり自殺薬などを服用することが常識となっている。
RDS
復活不全症（Resurrection Deficiency Syndrome）の略。感染すると死からの復活が行えなくなる。一般人の感染が発覚するとUNDOの施設に収容され保護下に置かれる。ベクターが感染を媒介しておりRDSは対象がベクターを愛することで発症する。
ベクター
RDSをばらまく媒介者。逮捕された場合は防疫法により殺処分されるなど人間扱いされない。死亡した場合復活することはなく、医者などが存在しないこの世界では風邪をひくだけでも致命傷となり得るため、逃し屋から復活を得るために一般人にRDSを感染させている。
逃し屋
「ママ」と呼ばれるリーダーの元、偽装した身分証などを用意してベクターを匿い、警察の手がおよんだ際は直接逃走の手助けなどを行いRDSの感染を広げている組織。重火器や装甲車なども所有しており、RDSを3人以上に感染させたベクターに復活を与えるなど謎が多い。
本来の名前は矯導隊だが、ベクターを逃がす戦闘班である「逃がし屋」を警察などが組織全体を指す名称と誤認して呼んでいる。
UNDO
正式名称は国際連合防疫事務所（United Nations Disease control Office）。通称「アンドゥー」。RDSやベクターに対処する国連の組織。捜査権や逮捕権を持たないため、警察と協力しベクターを追い殺処分を行ったり、RDS感染者の保護を行っている。装甲車や重武装の兵士を擁し、練度も高く逃し屋から警戒されている。
不死の猟犬
ベクターを処理するために「世界の管理者」が生み出した抗体のようなもの。負傷した際などは一般人とは異なり、じわじわと再生を行う。自身の不死の血を元にした帯を腰から生やしており、武器や服装として利用する。
模造品
ベクターやRDS患者、もしくはその女児が12歳以下の内に特殊な方法で不死の血を埋め込むと、再生能力を持ったり帯を使えるようになる。しかしその能力は“不死の猟犬”には遠く及ばないため、“模造品”と呼ばれる。男や大人の女に不死の血を与えると帯は出ずに再生能力のみが発現するため、復活を与えられたベクターやRDSは広義の模造品とも言える。

## 書誌情報
- 八十八良『不死の猟犬』 エンターブレイン〈ビームコミックス〉、全7巻
  1. 2014年6月13日発売、ISBN 978-4-04-729720-3
  2. 2015年2月14日発売、ISBN 978-4-04-730245-7
  3. 2015年8月12日発売、ISBN 978-4-04-730613-4
  4. 2016年4月15日発売、ISBN 978-4-04-734130-2
  5. 2016年11月15日発売、ISBN 978-4-04-734379-5
  6. 2017年7月15日発売、ISBN 978-4-04-734621-5
  7. 2020年12月15日発売、ISBN 978-4-04-736109-6
- 八十八良『不死の稜線』 KADOKAWA〈ハルタコミックス〉、全3巻
  1. 2018年6月15日発売、ISBN 978-4-04-735129-5
  2. 2019年2月15日発売、ISBN 978-4-04-735346-6
  3. 2019年10月15日発売、ISBN 978-4-04-735617-7